# Todd Dunivant
Todd Dunivant (Wheat Ridge, 26 de dezembro de 1980), é um ex-futebolista norte-americano que atou como zagueiro. Seu último clube foi o Los Angeles Galaxy.

## Títulos

### San Jose Earthquakes
- MLS Cup: 2003

### Los Angeles Galaxy
- Copa dos Estados Unidos: 2005
- MLS Cup: 2005, 2011, 2012, 2014
- MLS Supporters Shield: 2010, 2011
- MLS Western Conference Championship: 2005, 2009, 2011, 2012